# كيفين فان فيك
كيفين فان فيك (بالهولندية: Kevin van Wijk)‏ مواليد 17 أبريل 1989 في هوفدوروب، هو لاعب كرة سلة هولندي. بدأ مسيرته الاحترافية في سنة 2007. يلعب في الدوري الإسباني لكرة السلة الدرجة الثانية كلاعب وسط. يحمل الرقم 15. يبلغ طوله 6 قدم 8 بوصة (2.0 م).

## المسيرة الاحترافية
لعب مع سي بي غران كناريا في الدوري الإسباني من سنة 2007 إلى 2009، ثم لعب مع نادي أوفييدو لكرة السلة في موسم 2013–2014، ثم لعب مع نادي بريوغان لكرة السلة في الدوري الإسباني في موسم 2014–2015، ثم لعب مع نادي أوفييدو لكرة السلة في موسم 2015–2016.

## روابط خارجية
- كيفين فان فيك على موقع الاتحاد الدولي لكرة السلة (الإنجليزية)
- كيفين فان فيك على موقع كرة السلة الأوروبية.كوم (الإنجليزية)
- كيفين فان فيك على موقع DraftExpress.com (الإنجليزية)
- كيفين فان فيك على موقع كلية كرة السلة في سبورتس رفرنس.كوم (الإنجليزية)
- كيفين فان فيك على موقع ريلجم (الإنجليزية)
- كيفين فان فيك على موقع بروبوليرز (الإنجليزية)